# Analogia (fisica)

James Clerk Maxwell

In fisica, l'analogia è il procedimento che indaga i campi della scienza meno noti partendo dalle leggi che governano fenomeni meglio conosciuti. L'analogia come metodo di indagine teorica fu sostenuta in particolare da James Clerk Maxwell, secondo cui si tratta di una delle più valide «idee per formare la scienza» («science-forming ideas»). Egli precisava tuttavia che questo metodo, sebbene efficace, dev'essere usato con consapevolezza per non vanificare gli sforzi e trasformare «utili aiuti in fuochi fatui» («useful helps into Wills of the Wisp»).
Fu lo stesso Maxwell a indicare un esempio particolarmente brillante di analogia in fisica: l'articolo Sul moto uniforme del calore in corpi solidi omogenei, e sua connessione con la teoria matematica dell'elettricità scritto da lord Kelvin nel 1841, che delineava analogie tra le equazioni differenziali della conduzione termica e dell'elettrostatica.